# Bliss (слика)
Bliss је име Microsoft Windows растерске слике (BMP) развијене до стране Стефана Кутуреа и Марк-Антоин Тангуеја. Ова слика је укључена у Microsoft Windows XP, начињена фотографисањем пејзажа у Сонома селу, Калифорнија, југоисточно од Сонома долине, близу места старих Кловер Сторнета фарми. На слици су таласаста брда и плаво небо са кумулус и цирус облацима. Слика је кориштена као подразумевана рачунарска позадина за Windows XP-ову Луна тему. У холандској верзији Windows XP-а, слика је именована као Ирска, иако је слика начињена у Калифорнији.
Слику је начинио професионални фотограф Чарлс О'Рар за дигитални дизајн компаније HighTurn. Како О'Рар каже, фотографија није дигитално побољшавана или на било који начин мењана.
О'Рар је такође чинио фотографије за Бил Гејтсову приватну компанију Корбис и за чланак Националне географије, „Напа, долина лозе”, маја 1979, године. Иако је О'Рар био фокусиран на фотографисање производње вина и Напа долини, брдо у Bliss-у није имало винову лозу када је фотографија начињена, 1996, пет година пре пуштања Windows XP-а. Фотографија је начињена са стране аутопута 12/121 помоћу ручне камере просечног формата. Приближна локација је 3101 Fremont Dr. (Сонома ауто-цеста), Сонома, Калифорнија. Координате брда су 38.250124,-122.410817.
О'Рарова фотографија је инспирисала Windows XP-ову рекламну кампању „Да, можеш“, вредну 200 милиона долара, начињену од рекламне компаније МекКен Ериксон. Кампања је лансирана на теливизији на каналу ABC, за време Фудбалског понедељка навече на скортском каналу ABC-а. Телевизијске рекламе укључују Мадонину песму Ray of Light, чија су телевизијска права коштала око 14 милиона долара.
У новембру 2006. године, сараднички тим уметника је посетило место у Сонома долини да поново начини фотографију, десет година касније. Њихов рад, „Након Мајкрософта“, је први пут приказан на изложби „Париз је био јуче“ у галерији La Vitrine, априла 2007. године, а касније је изложен у Црвеној галерији у Сао Паолу и 300 m2 у Гетеборгу.